# Emilio Bulgarelli
Emilio Bulgarelli (Reggio Calabria, 15 februari 1917 – Napoli, 2 februari 1993) was een Italiaans waterpolospeler.
Bulgarelli nam als waterpoloër eenmaal deel aan de Olympische Spelen; in 1948. In 1948 maakte hij deel uit van het Italiaanse team dat het goud wist te veroveren.
Ermenegildo Arena · 
Emilio Bulgarelli · 
Pasquale Buonocore · 
Aldo Ghira · 
Mario Majoni · 
Geminio Ognio · 
Gianfranco Pandolfini · 
Tullo Pandolfini · 
Cesare Rubini · 
Luigi Fabiano (R) ·
Alfredo Toribolo (R)